# La Romance de Ténébreuse
La Romance de Ténébreuse, ou Cycle de Ténébreuse (titre original : Darkover Series), est un ensemble de romans et de nouvelles qui décrivent la planète Ténébreuse, un univers de fiction créé par Marion Zimmer Bradley.

## Présentation
Un vaisseau spatial de colonisation doit se poser en catastrophe sur une planète, Ténébreuse, particulièrement inhospitalière. Les conditions sont tellement difficiles qu'il est impossible de réparer le vaisseau. Les colons décident donc de s'installer sur Ténébreuse (cet épisode est raconté dans le roman La planète aux vents de folie). Les siècles passent sans contact avec la Terre et le souvenir même des origines est perdu. La société évolue vers un modèle proche de celui du Moyen Âge occidental avec une composante magique représentée par des pouvoirs psychiques (télépathie, télékinésie, etc.). Approximativement deux mille ans après la colonisation, l'Empire Terrien redécouvre Ténébreuse, ce qui produit un choc culturel, pour les Ténébrans et pour les Terriens.
Deux formes de société s'affrontent alors : celle, hautement technologique, des Terranans (nom donné aux habitants de Terra), et celle fondée sur la puissance de l'esprit des Ténébrans (les habitants de Ténébreuse).
Outre quelques cas particuliers comme La planète aux vents de folie et certaines nouvelles, la grande majorité des œuvres du cycle se déroule longtemps après la colonisation : soit dans les périodes troublées des âges du chaos (il s'agit alors plutôt de fantasy), soit après la redécouverte (mélangeant science-fiction et fantasy).

## Sous-cycles
Marion Zimmer Bradley a écrit à plusieurs reprises qu'elle n'aimait pas les romans « à suite ». Fidèle à ce principe, elle a cherché à n'écrire que des romans indépendants les uns des autres. Elle soutenait en conséquence qu'on pouvait lire le cycle de Ténébreuse dans n'importe quel ordre (ou presque) et recommandait l'ordre d'écriture, arguant que son talent allait s'améliorant.
Cette méthode de lecture ne convient pas à beaucoup de lecteurs[Qui ?] qui préfèrent suivre le développement chronologique de Ténébreuse. De plus, bien que les romans soient effectivement relativement indépendants les uns des autres, beaucoup de personnages apparaissent dans plusieurs œuvres. On peut en fait distinguer plusieurs époques et plusieurs sous-cycles au sein de chaque époque.

### Trois grandes époques
Le cycle de Ténébreuse couvre en fait plus de deux mille ans d'histoire de la planète, découpés en trois grandes phases.

#### La colonisation
La colonisation est couverte par un seul roman La Planète aux vents de folie et quelques nouvelles. Cette époque reste très indépendante du reste du cycle, à tel point que le passage du premier roman au suivant dans la chronologie de la planète (Reine des orages) provoque en général un choc chez le lecteur. On quitte en effet la science-fiction pour plonger dans une fantasy qui n'a pas grand-chose à y voir.

#### Seuls sur Ténébreuse
La deuxième phase correspond à des romans et nouvelles appartenant à la fantasy. Ils décrivent Ténébreuse quelques centaines d'années après sa colonisation, alors que les origines humaines et terriennes ont été totalement oubliées. La société est médiévale, avec cependant une forme de technologie complexe produite par des pouvoirs parapsychiques. Ils remplacent dans les œuvres la magie qui anime la fantasy plus classique.
Dans l'ordre de l'histoire de Ténébreuse, on retrouve les romans suivants :
- Reine des orages
- Thunderlord (non traduit)
- La Belle Fauconnière
- The Fall of Neskaya (non traduit)
- Zandru's Forge (non traduit)
- A Flame in Hali (non traduit)
- Le Loup des Kilghard
- Les Héritiers d'Hammerfell

#### L'Empire terrien
La troisième phase est la plus développée. Elle explore les effets de la redécouverte de Ténébreuse par l'Empire Terrien. Les romans concernés se rangent approximativement dans l'ordre chronologique suivant :
- Redécouverte
- La Chaîne brisée
- L'Épée enchantée
- La Tour interdite
- La Maison des Amazones
- La Cité Mirage
- L'Étoile du danger
- La Captive aux cheveux de feu
- Soleil sanglant
- L'Héritage d'Hastur
- L'Exil de Sharra (nouvelle version de The Sword of Aldones, non traduit)
- Projet Jason
- Les Casseurs de mondes
- Hastur Lord
- La Chanson de l'exil
- La Matrice fantôme
- Le Soleil du traître
- The Alton Gift  (non traduit)
- The Children of Kings  (non traduit)

Les liens entre les romans de cette époque sont très forts et beaucoup de fans[Qui ?] s'accordent à dire qu'il est préférable de les lire dans l'ordre chronologique.

### Cycles thématiques
Outre ce grand découpage, on peut identifier des romans fortement liés, soit parce qu'ils forment des groupes explicites, soit parce qu'on y retrouve des personnages récurrents. On trouve ainsi :
- la trilogie du feuglu (Clingfire Trilogy) constituée de The fall of Neskaya, Zandru's forge et A flame in Hali ;
- la trilogie des renonçantes (les amazones libres) constituée de La chaîne brisée, La maison des amazones et La Cité Mirage ;
- les aventures de Damon Ridenow, constituées de L'épée enchantée et de La tour interdite ;
- la rébellion de Sharra, constituée de L'héritage d'Hastur et de L'exil de Sharra ;
- la trilogie de Margarida Alton, constituée de La chanson de l'exil, La matrice fantôme et Le soleil du traître.

La partie moderne de l'histoire de Ténébreuse (après la redécouverte) s'étale sur une période assez courte (moins de 200 ans) et les sous-cycles concernés sont étroitement liés. Le personnage de Regis Hastur, par exemple, apparaît dans les sept derniers romans, plus ou moins directement. De même, la trilogie des renonçantes est très fortement liée à l'histoire de Damon Ridenow, qui est elle-même liée à Soleil Sanglant, sorte de roman charnière dans l'histoire moderne de Ténébreuse.

### Romans écrits ou coécrits par Marion Zimmer Bradley
Par ordre de publication :
- 1962 : Projet Jason (The Planet Savers)
- 1962 : The Sword of Aldones (première version de L'exil de Sharra, non traduit)
- 1964 : Soleil sanglant (The Bloody Sun)
- 1965 : L'Étoile du danger (Star of Danger)
- 1970 : La Captive aux cheveux de feu (Winds of Darkover)
- 1971 : Les Casseurs de mondes (The World Wreckers)
- 1972 : La Planète aux vents de folie (Darkover Landfall)
- 1974 : L'Épée enchantée (The Spell Sword)
- 1975 : L'Héritage d'Hastur (The Heritage of Hastur)
- 1976 : La Chaîne brisée (The Shattered Chain)
- 1977 : La Tour interdite (The Forbidden Tower)
- 1978 : Reine des orages (Stormqueen!)
- 1980 : Le Loup des Kilghard (Two to Conquer)
- 1981 : L'Exil de Sharra (Sharra's Exile)
- 1982 : La Belle Fauconnière (Hawkmistress!)
- 1983 : La Maison des Amazones (Thendara House)
- 1984 : La Cité Mirage (City of Sorcery)
- 1989 : Les Héritiers d'Hammerfell (The Heirs to Hammerfell)
- 1993 : Redécouverte (Rediscovery) avec Mercedes Lackey
- 1996 : La Chanson de l'exil (Exile's Song) avec Adrienne Martine-Barnes
- 1997 : La Matrice fantôme (The Shadow Matrix) avec Adrienne Martine-Barnes
- 1999 : Le Soleil du traître (Traitor's Sun) avec Adrienne Martine-Barnes

### Romans posthumes
Écrits par Deborah J. Ross à partir des notes et ébauches de Marion Zimmer Bradley :
- 2001 : The Fall of Neskaya (non traduit)
- 2003 : Zandru's Forge (non traduit)
- 2004 : A Flame in Hali (non traduit)
- 2007 : The Alton Gift (non traduit)
- 2010 : Hastur Lord (non traduit)
- 2013 : The Children of Kings (non traduit)
- 2016 : Thunderlord (non traduit)
- 2022 : The Laran Gambit (non traduit)

### Recueils de nouvelles
De 1980 à 1994, Marion Zimmer Bradley a encouragé d'autres auteurs (souvent débutants) à écrire des nouvelles dont l'action se déroulait sur Ténébreuse. Elle a ainsi édité 12 volumes, regroupant 198 nouvelles. Ces nouvelles sont l'œuvre de 95 auteurs, Marion Zimmer Bradley elle-même en ayant écrit 22. 
Certaines des nouvelles ont été traduites en français et publiées par les éditions Pocket sous la forme de 6 recueils, organisés thématiquement et surtout historiquement : chaque recueil rassemble des nouvelles qui se déroulent dans la même période de l'histoire de Ténébreuse. Par ordre de publication, on a :
- 1995 : Les Amazones libres
- 1996 : Les Âges du chaos
- 1997 : Les Cent Royaumes
- 1998 : Le Cycle des légendes
- 1999 : L'empire débarque
- 2000 : L'Alliance